# Richard Burgsthal
Richard Burgsthal, musicien, artiste et maître verrier français, de son vrai nom René Billa, est né à Nice en 1884 et mort à Juan-les-Pins en 1944.

## Biographie
Musicien et pianiste de formation il entre au Conservatoire de Paris en 1895. Wagnérien passionné, il rencontre la compositrice Rita Strohl en 1903, auteure notamment d'opéras et de légendes celtique et védique d'inspiration wagnérienne. Tous deux sont proches du mouvement théosophique. Encouragé par Rita Strohl, Richard Burgsthal se lance dans la peinture et traduit en grandes aquarelles colorées les visions que lui inspire la musique.
La rencontre avec Gustave Fayet en 1910 à la Galerie Barbazanges à Paris où il expose ses œuvres sera décisive. Le riche négociant, mécène et collectionneur, l'engage pour décorer l'abbaye de Fontfroide à Narbonne puis, à partir de 1912, pour y réaliser des vitraux. Burgsthal réalise ainsi en 1912 des décorations : 
- cinq grands triptyques dans le parloir qui illustrent les thèmes légendaires ou mythologiques dans une nature féérique et luxuriante,
- deux fresques pour le dortoir des moines (qui devient la salle de musique) l'une inspirée du Vaisseau Fantôme de Richard Wagner et l'autre représentant la Musique sacrée,
- une série d'aquarelles sur papier de Chine s'inspirant de la Tétralogie.

À partir de 1912, avec Gustave Fayet qui acquiert une sablonnière et la verrerie des Sablons dans la vallée de Chevreuse, Richard Burgsthal s'installe à Bièvres. Il met au point son propre four et ses propres techniques de fabrication, s'aidant du traité du moine Théophile (Theophilus Presbyter) datant de 1125 et d'un traité datant de 1202. Il multiplie les essais dans la verrerie des Sablons jusqu'à ce qu'il découvre les bleus de Chartres en avril 1913, les rouges rubis en juillet.
Après 1925, Richard Burgsthal continuera de créer des vitraux modernes mais surtout restaurera des vitraux anciens (cathédrale d'Albi, cathédrales de Carcassonne, Narbonne, Saint Bertrand de Comminges...).
En dépit de leur formidable force plastique et de leur dimension visionnaire, les œuvres de Burgsthal restent confidentielles et peu représentées dans les musées et collections publiques. Le fonds le plus important est celui du musée de Béziers, qui conserve plus de 4 000 œuvres de l'artiste, principalement des œuvres graphiques. Le musée de Narbonne, installé dans le Palais des Archevêques, possède quatre peintures sur toile de l'artiste. Le Musée d'Orsay a acquis en 2015 une peinture sur toile Paysage fantastique, cirque de montagnes avec lac (1910-1914), marquant un pas supplémentaire dans la reconnaissance de l’œuvre de Burgsthal. Les vases ou lampes signés "Richard" sont par contre des productions de la société Lötz (Loetz) de Rejštejn en Bohème, République Tchèque, datant des années 1925-26 et intitulées à la verrerie de « Style Gallé ».

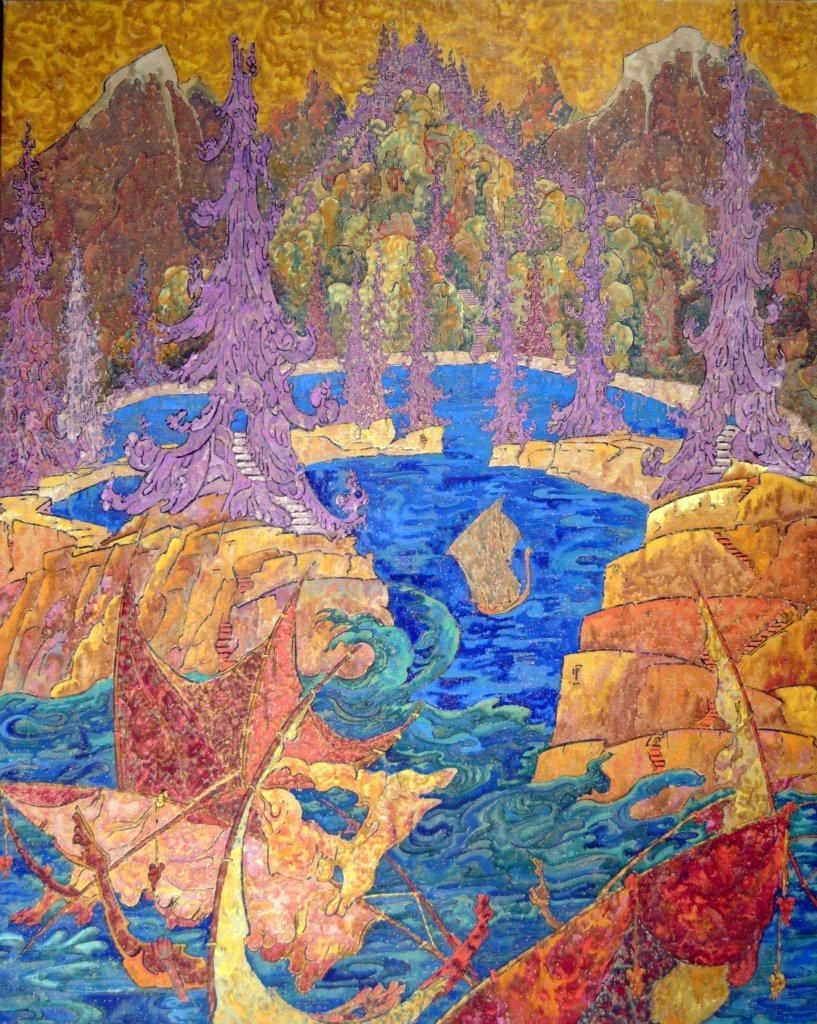
Le port de Vidéhas, 1919, Musée d'Art et d'Histoire de Narbonne.
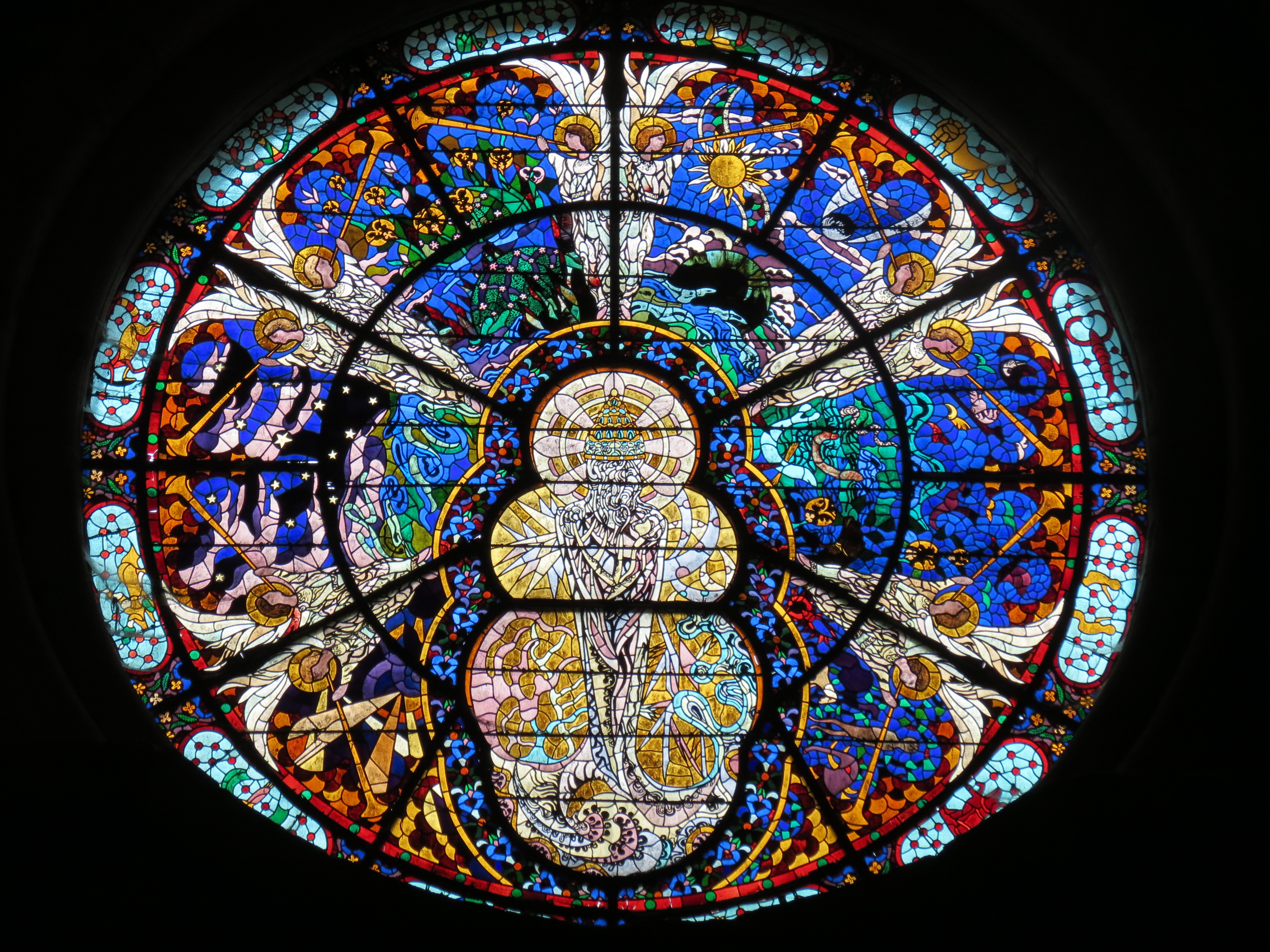
Vitrail réalisé par Burgsthal à l'Abbaye de Fontfroide.
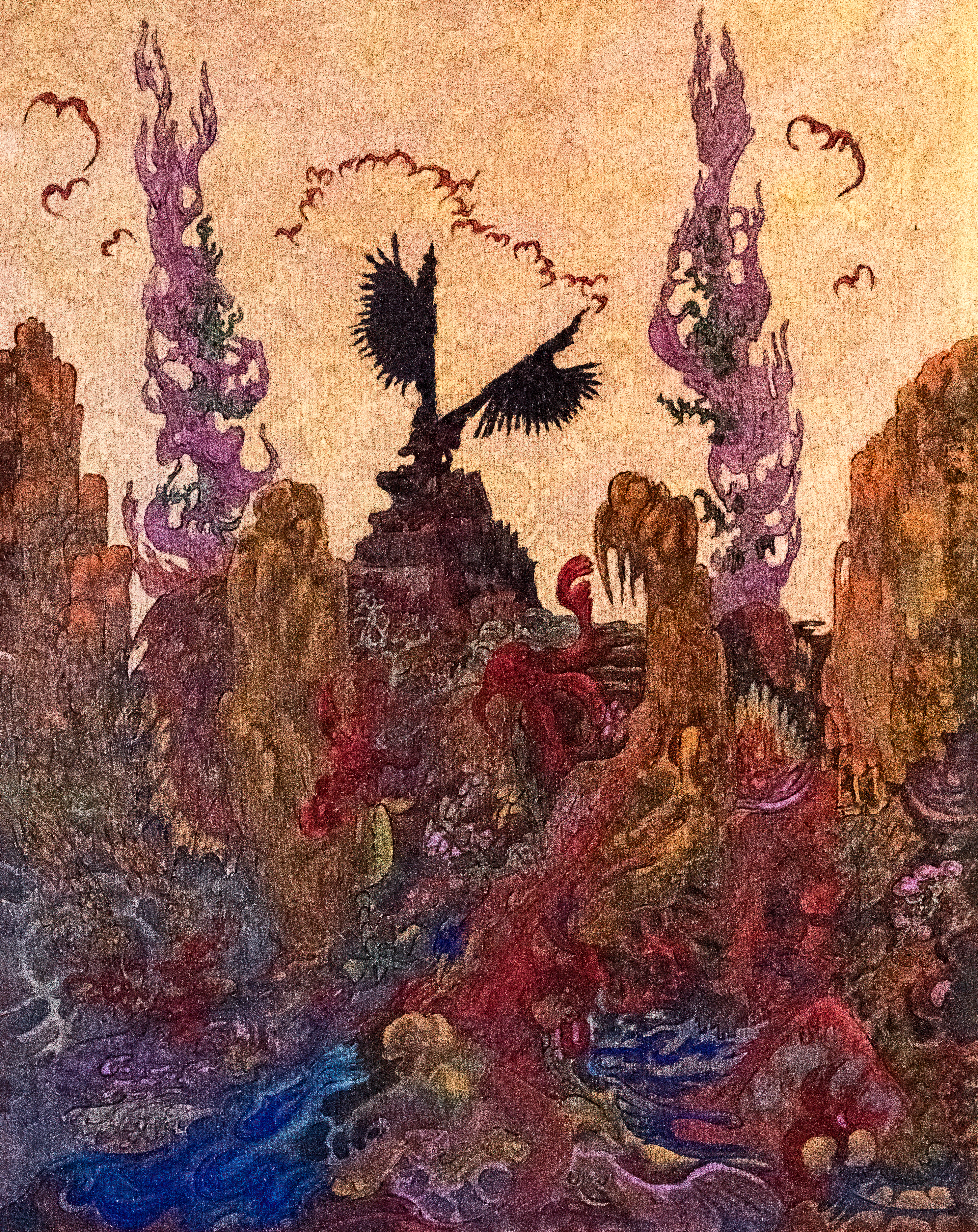
Paysage aux oiseaux, 1920, Musée des Beaux-Arts de Narbonne.

## Citations
« Rien du pianiste virtuose ; il effleure presque avec indifférence les touches dont il tire des sonorités qui donnent le frisson ; beaucoup de sens mis en chaque divers détails. Évidemment, il y sent, donne, reflète beaucoup de choses. On ne pense plus au piano » écrit Odilon Redon le 12 fév 1912 (in Lettres de Odilon Redon 1878-1916 publiées par sa famille, préface de M.A Leblond, Paris-Bruxelles, Librairie d'Art et d'Histoire, 1923, note 5, p. 229)